# قلمرو یوکی
قلمرو یوکی (به ژاپنی: 結城藩, Yūki-han)، یک قلمرو فئودالی هان (ژاپن) تحت شوگون‌سالاری توکوگاوا دوره ادو ژاپن، واقع در ولایت شیموسا در قلعه یوکی در جایی که اکنون بخشی از شهر یوکی، ایباراکی است. بیشتر تاریخ آن توسط شاخه ای از خاندان میزونو اداره می‌شد.